# Léon Zitrone
Léon Zitrone (ur. 1914, zm. 1995) – francuski prezenter telewizyjny, dziennikarz.

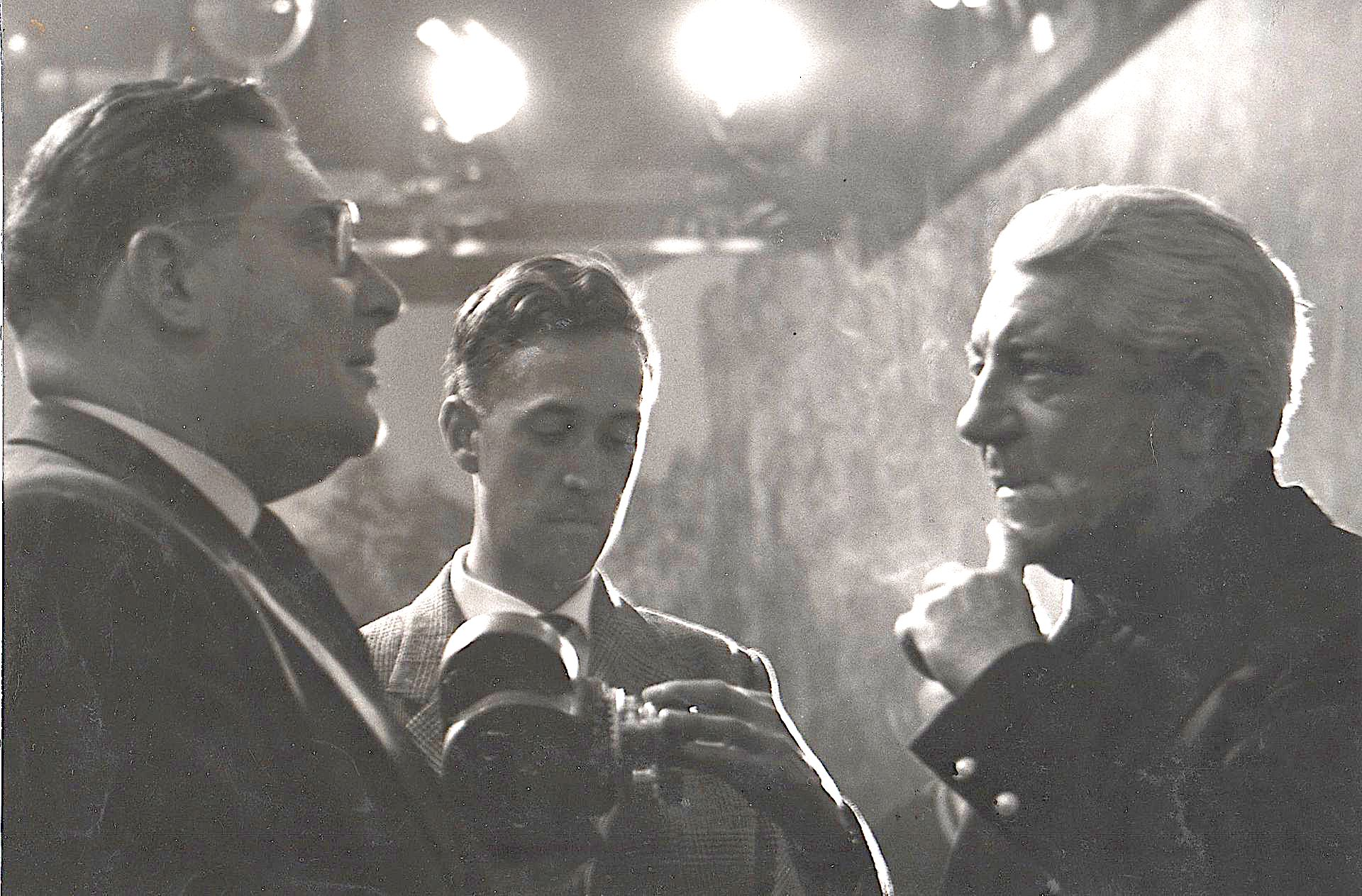
Léon Zitrone & Jean Gabin

Urodzony w Rosji w Petersburgu, w wieku sześciu lat wraz z rodziną wyemigrował do Francji. Swobodnie władał następującymi językami: rosyjskim, francuskim, niemieckim, angielskim. Od 1948 pracownik francuskiego radia i telewizji (RTF), od 1959 pracownik działu telewizyjnego, w latach 1961-1975 prezenter wiadomości. Był komentatorem sześciu wyścigów Tour de France, ośmiu olimpiad, czterech konkursów Eurowizji – w 1978 wraz z Denise Fabre był głównym prowadzącym konkursu w Paryżu. Umieszczony na liście najwybitniejszych Francuzów.